# Näversjön (Åsele socken, Lappland, 715072-157325)
Näversjön är en sjö i Vilhelmina kommun i Lappland och ingår i Gideälvens huvudavrinningsområde. Sjön har en area på 0,605 kvadratkilometer och ligger 389 meter över havet. Sjön avvattnas av vattendraget Näversjöbäcken.

## Delavrinningsområde
Näversjön ingår i det delavrinningsområde (714999-157430) som SMHI kallar för Mynnar i Gideälven. Medelhöjden är 401 meter över havet och ytan är 30,16 kvadratkilometer. Det finns inga avrinningsområden uppströms utan avrinningsområdet är högsta punkten. Näversjöbäcken som avvattnar avrinningsområdet har biflödesordning 2, vilket innebär att vattnet flödar genom totalt 2 vattendrag innan det når havet efter 206 kilometer. Avrinningsområdet består mestadels av skog (68 procent) och sankmarker (25 procent). Avrinningsområdet har 1,11 kvadratkilometer vattenytor vilket ger det en sjöprocent på 1,7 procent.